# Crytea albicalcea
Crytea albicalcea är en stekelart som beskrevs av Heinrich 1968. Crytea albicalcea ingår i släktet Crytea och familjen brokparasitsteklar. Inga underarter finns listade i Catalogue of Life.